# Sant Gaietà de la Ginebreda
Sant Gaietà de la Ginebreda o Sant Fruitós, és la capella de la masia de la Ginebreda, del terme municipal de Castellterçol, a la comarca del Moianès. Està situada a la part septentrional del terme municipal, una mica separada uns 200 metres a llevant de la masia de la Ginebreda. És una obra inclosa a l'Inventari del Patrimoni Arquitectònic de Catalunya.

## Descripció
Petita capella d'una sola nau amb coberta de teula a dues aigües i parament de grans carreus de pedra irregular. L'absis és semicircular. La porta d'entrada és rectangular, envoltat de pedres de grans dimensions i per sobre es troba un escut que representa les armes de les diferents famílies nobles de Castellterçol i porta la data de 1883. Coronant la façana hi ha un campanar d'espadanya d'una sola obertura. A la paret lateral dreta de la façana té encastada la llinda d'un antic pou de gel amb una invocació piadosa i un escut.

## Història
La història d'aquesta capella es troba estretament unida al mas la Ginebreda. Va ser restaurada l'any 1883 però possiblement el seu origen és anterior, potser del segle xviii.